# 白塔湖
白塔湖是一个位于中国浙江省诸暨县的湖泊，面积约为4平方千米，平均水深约为3米。